# Daly (cráter)

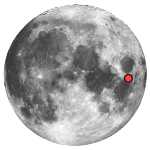
Ubicación de Daly sobre el globo lunar

Daly es un pequeño cráter de impacto que se encuentra en la parte oriental de la Luna, al noroeste del cráter Apollonius. Esta formación es relativamente circular, con una ligera protuberancia hacia el interior a lo largo del borde norte. La pared interna es más ancha en la mitad sur que en la norte. El cráter invade parcialmente el cráter de tamaño similar Apolonio F al este-sureste.
|  |

Este cráter fue designado previamente Apolonio P antes de ser renombrado por la UAI.